# Vista de tareas
La Vista de tareas es un conmutador de tareas y un sistema de escritorio virtual introducido en Windows 10 y se encuentra entre las primeras características nuevas de Windows 10. 
Vista de tareas permite al usuario localizar rápidamente una ventana abierta, ocultar rápidamente todas las ventanas y mostrar el escritorio, y gestionar las ventanas en varios monitores o escritorios virtuales. Al hacer clic en el botón de Vista de tareas en la barra de tareas o al deslizar el dedo desde el lado izquierdo de la pantalla, se muestran todas las ventanas abiertas y se puede cambiar entre ellas o entre varios espacios de trabajo. Se presentó por primera vez el 30 de septiembre de 2014 en un evento de prensa de Windows 10 en San Francisco.

## Características similares
Microsoft ha proporcionado algunas características similares en sus diferentes SO:
Windows 3.0 introdujo por primera vez un alternador de ventanas en 1990. Utilizando la combinación de teclas Alt + Tab ↹, los usuarios podían ver una vista aplanada de todas las ventanas abiertas. Desde entonces, todas las versiones de Windows ofrecen esta función de cambio de ventanas.
Windows Vista y Windows 7 proporcionan una característica adicional llamada Windows Flip 3D, que tiene un propósito muy similar. Flip 3D permite a los usuarios hojear todas las ventanas abiertas con una perspectiva 3D. Una desventaja de este método es que la ventana más frontal cubre una parte significativa de las otras ventanas. Por otro lado, esto permite al usuario ver el contenido de la ventana más frontal. Al mismo tiempo, esto puede ser difícil en aplicaciones similares que muestran las ventanas abiertas en una cuadrícula, especialmente si el usuario tiene muchas ventanas disponibles. El Gestor de ventanas de escritorio de Windows Vista expone una API pública que permite a cualquier aplicación acceder a las representaciones en miniatura exactas que utiliza Flip3D. Así, varios complementos de terceros pueden proporcionar esta funcionalidad en Windows Vista.

## Categorías
- Datos: Q21043354